# Idioma español en Gibraltar

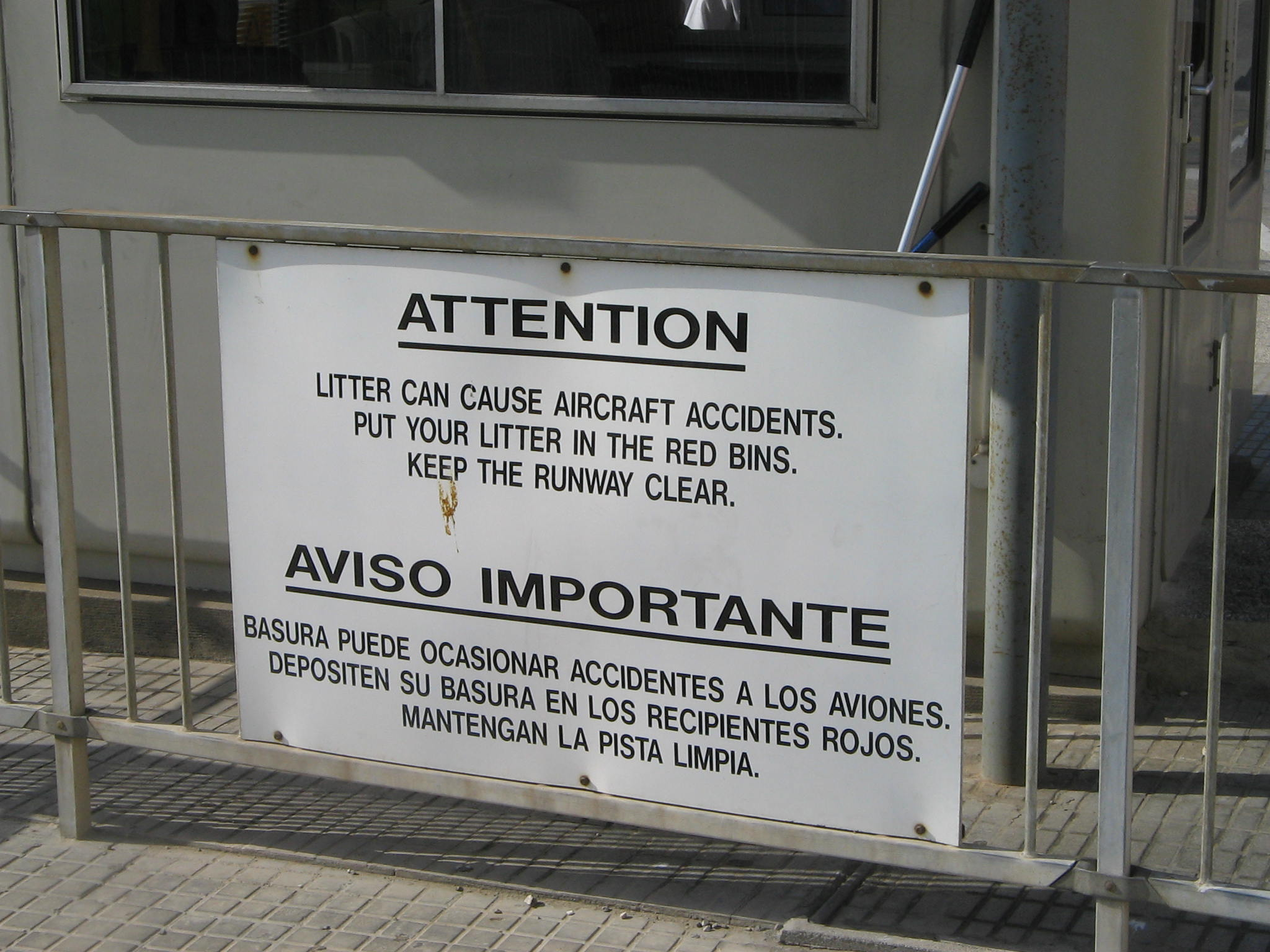
Un Aviso en Gibraltar escrito en Inglés y Español

La presencia del idioma español en Gibraltar, territorio británico de ultramar, es frecuente y lo hablan aproximadamente unas 13 857 (50 %) personas de forma materna, pero el número total de hablantes se eleva al 77 % junto con el inglés, lengua oficial. 
Este territorio británico, perteneció a España hasta 1704 y fue cedido a Gran Bretaña en 1713 tras la guerra de sucesión española y el Tratado de Utrecht. Además ha surgido una lengua vernácula de Gibraltar, que es una mezcla basada fundamentalmente en el español andaluz con gran influencia del inglés entre otros muchos idiomas del Mediterráneo, que se le conoce como llanito. Existe un medio de comunicación en Gibraltar que opera, la GBC, en español e inglés.